# Priorado de Chester
O Priorado de Chester foi um priorado de freiras beneditinas em Cheshire, Inglaterra, provavelmente estabelecido no século XII. Foi dissolvido em 1540.